# Verrucaria arctica
Verrucaria arctica är en lavart som beskrevs av Bernt Arne Lynge. Verrucaria arctica ingår i släktet Verrucaria, och familjen Verrucariaceae. Arten är reproducerande i Sverige.